# Sopo Tinjak
Sopo Tinjak is een bestuurslaag in het regentschap Mandailing Natal van de provincie Noord-Sumatra, Indonesië. Sopo Tinjak telt 258 inwoners (volkstelling 2010).